# Tacloban
Tacloban – miasto portowe na Filipinach, w regionie Wschodnie Visayas, na wyspie Leyte. W 2010 roku miasto to zamieszkiwało 221 174 osób.

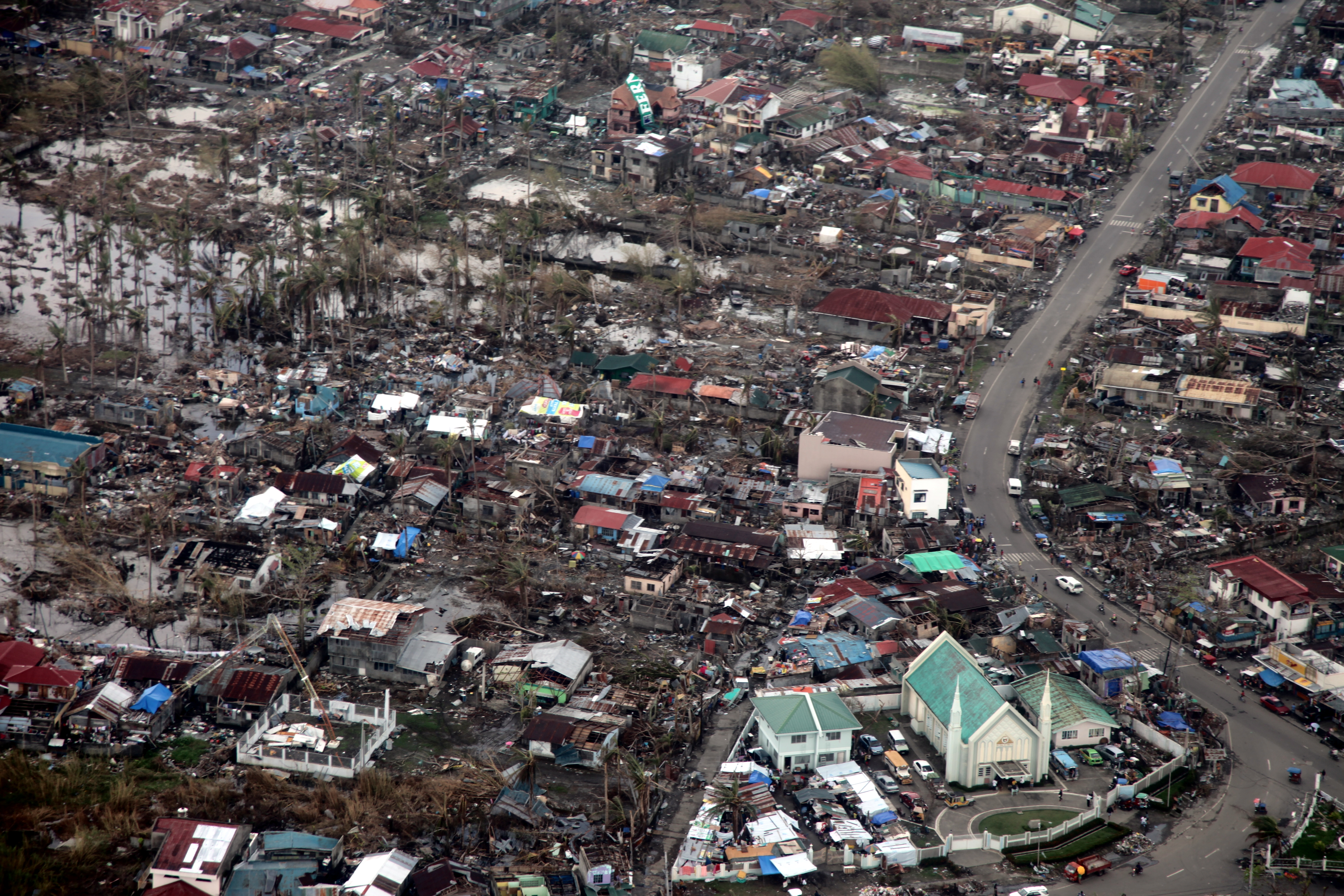
Zniszczenia w Tacloban po przejściu tajfunu Haiyan

8 listopada 2013 roku miasto zostało poważnie zniszczone przez tajfun Haiyan. Zniszczenia objęły ok. 80 procent miasta, zostało ono de facto odcięte od świata.

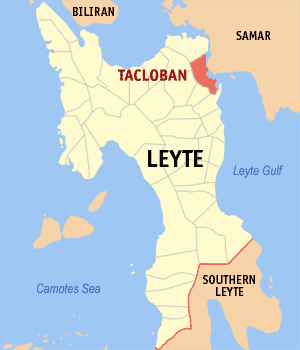

W mieście rozwinął się przemysł spożywczy oraz odzieżowy.
W 1946 r. został założony uniwersytet. Od 1966 r. w mieście działa politechnika.